# Chagres
Chagres – największa rzeka zlewni Kanału Panamskiego. Została odkryta w 1502 roku przez Krzysztofa Kolumba, który nadał jej nazwę Río de los Lagartos, czyli „rzeka krokodyli”. Obszar ten był nazywany dzielnicą Chagre, więc w końcu ludzie zaczęli nazywać rzekę El Río de Chagre. Ta nazwa trwała 300 lat, aż ktoś dodał do niej literę „s” i stała się rzeką Río Chagres od dzielnicy Hiszpanii.
Górna rzeka Chagres, jej zlewnia i zlewnia kilku dopływów leżą w obrębie Parku Narodowego Chagres, utworzonego w 1985 r. w celu zachowania siedlisk i przepływu wody do kanału. Obszar zlewni górnej Chagres jest nierówny, a zbocza górskie przekraczają 45° pochylenia na 90% terytorium. Około 98% parku składa się ze starego lasu tropikalnego.